# Ash Grove
Ash Grove – miasto w Stanach Zjednoczonych,  w południowo-zachodniej części stanu Missouri.
Liczba mieszkańców w 2000 roku wynosiła 1436.